# Марта Рендолл (письменниця)
Марта Рендолл (* 26 квітня 1948, Мехіко, Мексика) — американська письменниця-фантастка, викладачка творчого письма у галузі фантастики.

## Життєпис
Народилася в Мексиці та виросла в Каліфорнії після того, як її родина переїхала до Сан-Франциско, коли їй було два роки. Відвідувала середню школу Берклі та навчалася в Державному коледжі Сан-Франциско з 1966 по 1972 рік. 
Починаючи з 1968 року працювала офіс-менеджеркою компанії в Окленді. У 1966 році одружилася з Робертом Г. Бергстрессером, народила сина. Шлюб закінчився розлученням у 1974 році. У 1983 одружилася з Крістофером Е. Конлі.
Вона опублікувала своє перше оповідання «Чорний біг»» (англ. «Smack Run») у 1973 році в антології New Worlds 5 під редакцією Майкла Муркока під своїм шлюбним прізвищем Марта Берґстрессер. У наступні десятиліття було опубліковано майже два десятки оповідань, 11 з яких увійшли до «Зібрання оповідань» (2007). Її перший роман «Місто на півночі» був опублікований у травні 1976 року, в якому пригноблена інопланетна раса на планеті, колонізованій людьми, вирішує знищити власну культуру в боротьбі за свободу.
Другий роман «Острови» (вересень 1976 р.) було номіновано на премію «Неб’юла», дія розгортається у світі майбутнього, у якому переважна більшість людей можуть стати безсмертними завдяки лікуванню. Головна героїня — одна з небагатьох, кому відмовляють у безсмерті. Ізольована та чужа у світі веселих безсмертних, вона присвячує себе археологічним дослідженням буквально втрачених часів і знаходить у минулому ключ до подолання обмежень своєї індивідуальності та фізичності. Кінцівку, в якій героїня досягає злиття з космічною свідомістю, Хода М. Закі порівнює з «Творцем зірок» Олафа Стейплдона. 
Рендолл публікувалася під псевдонімом Марта Конлі, а також під своїм справжнім іменем.
Окрім написання численних науково-фантастичних романів і короткометражної літератури, Марта Рендолл редагувала серію науково-фантастичних антологій «Нові виміри» та «The Nebula Awards №19».
Рендолл також є видатною викладачкою творчого письма в галузі наукової фантастики. У 1982 році вона була інструкторкою на Кларйонських семінарах з фантастики (англ. Clarion Science Fiction Writers' Workshop), а в 1985 році на Clarion West Writers' Workshop, її колезі на Західному узбережжі. Подальші семінари включали семінар з наукової фантастики та фентезі в Університеті штату Портленд у 1983 році, семінар з написання наукової фантастики та фентезі коротких оповідань у Каліфорнійському університеті в Берклі з 1984 по 1988 та з 1990 по 1992 роки, а в 1986 році вона була директором конференції Наукова фантастика та фентезі: Жіночий погляд. З 1974 року вона проводила приватні майстер-класи з написання сценаріїв, а з 2002 року веде курси науково-фантастичної літератури в Gotham Writers. 
Рендолл також обіймала посаду віце-президента з 1981 по 1982 рік і першої жінки-президента з 1982 по 1984 роки в Асоціації письменників-фантастів Америки (SFWA).

## Веб-посилання
- Бібліографія. Марта Рендолл (письменниця) // Німецька національна бібліотека
- Marta Randall in der Internet Speculative Fiction Database (englisch)
- Marta Randall in der Science Fiction Awards+ Database (englisch)
- Werke von und über Marta Randall bei Open Library
- Marta Randall, Webseite (abgerufen am 1. Juli 2018)
- Motherweary, Blog von Marta Randall
- Marta Randall in Fantastic Fiction (englisch)
- Marta Randall in der Fancyclopedia 3 (englisch)